# 錫米尼夫卡
50°12′50″N 36°53′38″E / 50.21389°N 36.89389°E
锡米尼夫卡（烏克蘭語：Симинівка）是位於烏克蘭東部的村莊，由哈爾科夫州丘胡伊夫区的沃夫昌斯克市鎮負責管轄。該村始建於1660年，面積0.14平方公里，海拔高度126米，2001年人口331，人口密度每平方公里2,347.5人。